# Pont de Betsiboka
Le pont de Betsiboka est un pont en treillis par lequel la Route nationale 4  franchit le fleuve Betsiboka, dans le district de Maevatanana, dans la région de Betsiboka, à Madagascar. Long de 350 mètres, le pont de Betsiboka est un des plus longs ponts de l'île.

## Histoire
Le premier pont à cet endroit était un des trois ponts suspendus fabriqués la société française G. Leinekugel Le Cocq & Fils à Larche dans le département de la Corrèze entre 1931 et 1934.
Les ponts furent expédiés en pièces détachées à Madagascar puis péniblement transportés sur le chantier. Les deux autres étaient le pont de Kamoro, distant de 65 km, et le pont de Mananjary. Ces trois ponts ont été les premiers ponts français à être réalisés en acier inoxydable, qui était alors une nouveauté, et non rivetés mais soudés.
Le pont de Betsiboka fut détruit pendant la Seconde Guerre mondiale et ensuite remplacé par un pont en treillis de type pont Bailey. Celui-ci fut réhabilité en 1980 et 2015,.